# Carlo Casini
Pour les articles homonymes, voir Casini.
Carlo Casini, né le 4 mars 1935 à Florence et mort le 23 mars 2020 à Rome, est un homme politique italien. 

## Biographie
Carlo Casini est un ancien député européen italien. Membre du parti Union de centre, il fait partie du groupe du Parti populaire européen. Il est membre de la commission des affaires constitutionnelles. C'est le premier des non élus lors des élections européennes de mai 2014 sur une liste du Nouveau Centre droit-Union de centre.[réf. nécessaire]
Il est le fondateur du Mouvement pour la vie en Italie.[réf. nécessaire]